# Tito, konačni pad
Tito, konačni pad je hrvatski dokumentarni film iz 2017. godine. Premijerno je prikazan 14. listopada 2017. godine u velikoj kino dvorani Studentskoga centra u Zagrebu. Film donosi nova otkrića o Titovim istupima i partizanskim zločinima. Zanimljiva je pripovijest oko nadgrobne ploče s devastiranoga karlovačkog židovskog groblja. Groblje su devastirali komunisti. Desetke takvih ploča jugokomunisti upotrijebili su za različite svrhe. Ogledni primjer je crna mramorna ploča sa židovskog groba gdje s jedne strane pišu podatci o osobi umrloj 1926. godine, a na drugoj strani komunisti su napravili spomen-ploču povodom 20. obljetnice ustanka naroda Jugoslavije i otvaranja jedne tvornice 1961. godine. U filmu govore još Dražen Budiša, Ivan Zvonimir Čičak, Ivo Banac, Zlatko Hasanbegović i Bruna Esih.